# 舍米
舍米（法語：Chemy，法語發音：[ʃəmi]）是法国上法蘭西大區北部省的一个市镇，位于该省中部偏南，属于里尔区。

## 地理
舍米（50°31'50"N, 2°59'18"E）面积3.48 平方千米，位于法国上法蘭西大區北部省，该省份为法国最北部的省份及最长的省份，西北濒北海，西接加来海峡省，南至埃纳省和索姆省，东与比利时接壤。
与舍米接壤的市镇（或旧市镇、城区）包括：瑟克兰、卡朗博地区康凡、卡尔南、贡德库尔、法朗潘。

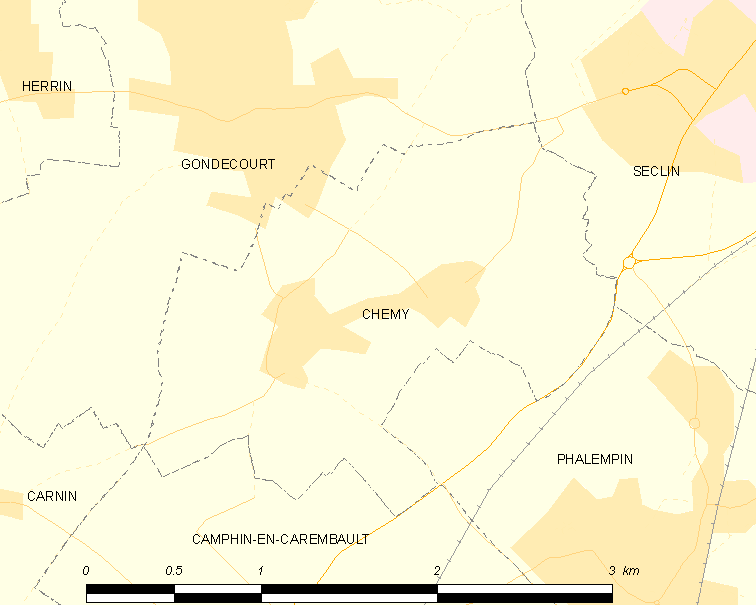
舍米的OSM定位图

舍米的时区为UTC+01:00、UTC+02:00（夏令时）。

## 行政
舍米的邮政编码为59147，INSEE市镇编码为59145。

## 政治
舍米所属的省级选区为法什-蒂梅尼勒县。

## 人口

1962-2008年间舍米人口变化图示

舍米于2022年1月1日时的人口数量为773人。